# Ohlenrode
Ohlenrode è una frazione (Ortsteil) del comune di Freden, nel land della Bassa Sassonia, in Germania.

## Storia
Già comune autonomo nel circondario di Alfeld, il 1º marzo 1974 fu soppresso e unito a Eyershausen e Wetteborn per formare il comune di Landwehr; insieme con Landwehr, fu unito a Freden il 1º novembre 2016.